# منطقه نظامی غربی مصر
منطقه نظامی غربی مصر (انگلیسی: Western Military Region) یکی از پنج منطقه نظامی نیروهای مسلح مصر است و مقر آن در مرسی مطروح قرار دارد.
در سال‌های ۱۹۸۹ تا ۱۹۹۰ فرمانده منطقه‌ای نیروهای زرهی را که توسط واحدهای کماندویی، توپخانه و پدافند هوایی (احتمالاً معادل یک لشکر تقویت‌شده) تکمیل شده بودند، کنترل می‌کرد که در شهرهای ساحلی در غرب و در صحرای غربی مشرف به لیبی مستقر بودند.
استراتفور در ۱۵ نوامبر ۲۰۱۴ ادعا کرد که نیروهای این منطقه عمدتاً از واحدهای پیاده‌نظام زرهی و موتوری تشکیل شده‌اند: در حال حاضر، بخش عمده‌ای از این واحدها شامل سه تیپ مستقر در مرسی مطروح و واحدهای پیشروی کوچکتر مستقر در سیدی برانی و السلوم هستند. منطقه نظامی غربی سالانه رزمایش نظامی «مانورهای رعد» را برگزار می‌کند. رزمایش «رعد ۲۴» در پایان اکتبر ۲۰۱۵ انجام شد.